# Ові Еджарія
Овімуно «Ові» Домінік О. Еджарія (англ. Ovie Ejaria, нар. 18 листопада 1997, Саутерк, Лондон, Англія) — англійський футболіст, півзахисник молодіжної збірної Англії та клубу «Редінг», за який виступає на правах оренди з «Ліверпуля».

## Клубна кар'єра
Вихованець юнацьких команд футбольних клубів «Арсенал» та «Ліверпуль».
У дорослому футболі дебютував 2016 року виступами за команду клубу «Ліверпуль», кольори якої захищає й донині.

## Виступи за збірну
2016 року дебютував у складі молодіжної збірної Англії. Станом на 25 липня 2017 року на молодіжному рівні зіграв у семи матчах, забив два голи.

## Титули і досягнення
- Чемпіон світу (U-20): 2017

## Статистика виступів

### Статистика клубних виступів
| Сезон             | Команда           | Чемпіонат         | Чемпіонат | Чемпіонат | Національний кубок | Національний кубок | Національний кубок | Континентальні кубки | Континентальні кубки | Континентальні кубки | Інші змагання | Інші змагання | Інші змагання | Усього | Усього | Усього |
| Сезон             | Команда           | Ліга              | Ігор      | Голів     | Ліга               | Ігор               | Голів              | Ліга                 | Ігор                 | Голів                | Ліга          | Ігор          | Голів         | Ігор   | Голів  |        |
| ----------------- | ----------------- | ----------------- | --------- | --------- | ------------------ | ------------------ | ------------------ | -------------------- | -------------------- | -------------------- | ------------- | ------------- | ------------- | ------ | ------ | ------ |
| 2016–17           | «Ліверпуль»       | ПЛ                | 2         | 0         | КА+КЛ              | 3+3                | 0                  | -                    | -                    | -                    | -             | -             | -             | 8      | 0      |        |
| Усього за кар'єру | Усього за кар'єру | Усього за кар'єру | 2         | 0         |                    | 6                  | 0                  |                      | -                    | -                    |               | -             | -             | 8      | 0      |        |